# Fossa subscapularis

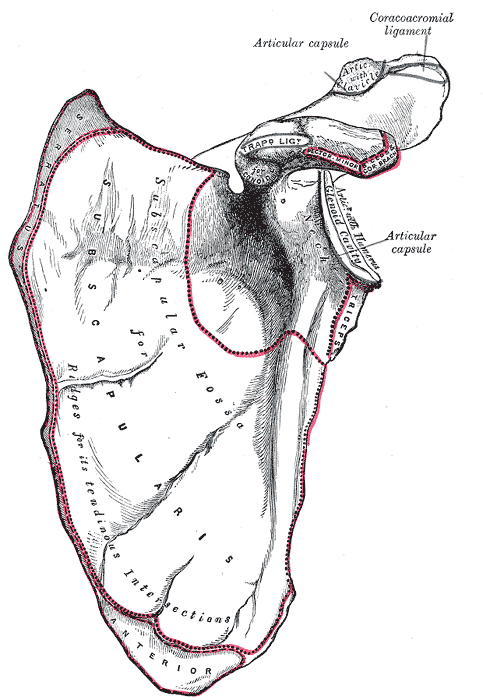
Vänster skulderblads framsida.

Fossa subscapularis (latin: "fossan under skulderbladet") är en fossa på skulderbladets framsida (facies costalis scapulae), den inre, ventrala sidan som är vänt mot bröstkorgen (thorax). 
I fossans mediala två tredjedelar finns flera åsar som sträcker sig diagonalt uppåt från skulderbladets mediala kant (margo medialis scapulae). Dessa åsar fungerar som senfästen och dalarna mellan dem som muskelfästen åt m. subscapularis som täcker hela skulderbladets insida och sträcker sig under korpnäbbsutskottet (processus coracoideus) till sitt fäste i överarmsbenets (humerus) kulled (caput humeri).
Fossan åtskiljs medialt från ryggraden av två släta, triangulära ytor i det nedre och inre hörnen. Mellan dessa ytor sträcker sig en smal kam som ofta saknas. Vid dessa ytor och den mellanliggande kammen har m. serratus anterior sitt ursprung för att sträcka sig lateralt under skulderbladet till sina fästen i de nio övre revbenen på bröstkorgens sidor. Denna muskel kan föra skulderbladet framåt och utåt och bidrar även vid rotation av skulderbladet.
Lateralt övergår fossan i en tjock läpp som går längs skulderbladets laterala kant (margo lateralis scapulae) från överarmsbenets (humerus) ledpanna (cavitas glenoidalis) ned till skulderbladets nedre vinkel (angulus inferior scapulae).
I fossans övre del finns en tvärgående fördjupning som sträcker sig i rät vinkel genom överarmsbenets ledpanna (cavitas glenoidalis) och som genom sin krökta form förstärker skulderbladet. Dess övre del stödjer ryggraden och akromion.